# San Germano Chisone
San Germano Chisone is een gemeente in de Italiaanse provincie Turijn (regio Piëmont) en telt 1824 inwoners (31-12-2004). De oppervlakte bedraagt 15,9 km², de bevolkingsdichtheid is 115 inwoners per km².

## Demografie
San Germano Chisone telt ongeveer 826 huishoudens. Het aantal inwoners steeg in de periode 1991-2001 met 7,7% volgens cijfers uit de tienjaarlijkse volkstellingen van ISTAT.
| Jaar | Inwoneraantal |
| ---- | ------------- |
| 1991 | 1710          |
| 2001 | 1842          |

## Geografie
San Germano Chisone grenst aan de volgende gemeenten: Inverso Pinasca, Villar Perosa, Pramollo, Porte, Angrogna, San Secondo di Pinerolo, Prarostino.
1. ↑  https://demo.istat.it/?l=it.